# فلورین ویرتز
فلورین ریچارد ویرتز (آلمانی: Florian Richard Wirtz؛ زادهٔ ۳ مهٔ ۲۰۰۳) بازیکن فوتبال اهل آلمان است که در پست هافبک هجومی برای باشگاه لیورپول و تیم ملی آلمان بازی می‌کند.

## آمار ملی
تا تاریخ ۱۵ تیر ۱۴۰۳
| آلمان | آلمان | آلمان | آلمان  |
| سال   | بازی  | گل    | پاس گل |
| ----- | ----- | ----- | ------ |
| ۲۰۲۱  | ۴     | ۰     | ۲      |
| ۲۰۲۳  | ۱۰    | ۰     | ۲      |
| ۲۰۲۴  | ۹     | ۳     | ۰      |
| مجموع | ۲۳    | ۳     | ۴      |

### گل‌های ملی
| شماره | تاریخ        | ورزشگاه          | بازی ملی | حریف     | نتیجه | رقابت                 |
| ----- | ------------ | ---------------- | -------- | -------- | ----- | --------------------- |
| ۱     | ۲۳ مارس ۲۰۲۴ | پارک المپیک لیون | ۱۵       | فرانسه   | ۲–۰   | دوستانه               |
| ۲     | ۱۴ ژوئن ۲۰۲۴ | آلیانس آرنا      | ۱۹       | اسکاتلند | ۵–۱   | جام ملت‌های اروپا ۲۰۲۴ |
| ۳     | ۵ ژوئیه ۲۰۲۴ | ام‌اچ‌پی آرنا      | ۲۳       | اسپانیا  |       | جام ملت‌های اروپا ۲۰۲۴ |

## باشگاهی
از باشگاه‌هایی که در آن بازی کرده است می‌توان به باشگاه بایر لورکوزن در هافبک تیم اشاره کرد.

## تیم ملی
وی همچنین در تیم‌های ملی فوتبال زیر ۱۵ سال آلمان، زیر ۱۶ سال آلمان، زیر ۱۷ سال آلمان، زیر ۲۱ سال آلمان و تیم ملی آلمان بازی کرده است.

## افتخارات
قهرمانی بوندسلیگا ۲۰۲۳/۲۰۲۴